# Hannah Montana: The Movie (nhạc phim)
Hannah Montana: The Movie là album nhạc phim của bộ phim cùng tên, một tác phẩm được chuyển thể từ loạt sitcom nổi tiếng của Disney Channel Hannah Montana, phát sóng lần đầu tiên vào năm 2006. Album được phát hành vào ngày 24 tháng 3 năm 2009, bởi Walt Disney Records. Trong loạt phim và tác phẩm điện ảnh, ca sĩ kiêm diễn viên người Mỹ Miley Cyrus vào vai Miley Stewart, một cô gái có thân phận bí mật khác là ngôi sao nhạc pop Hannah Montana. Cyrus thể hiện 12 bài hát trong album, 7 trong số đó dưới tên Hannah Montana, bên cạnh một số bản nhạc khác của Billy Ray Cyrus, Taylor Swift, Rascal Flatts và Steve Rushton. Tất cả bài hát trong Hannah Montana: The Movie đều được đạo diễn bộ phim Peter Chelsom phê duyệt, bởi ông cho rằng âm nhạc phải có sự đan xen chặt chẽ với cốt truyện của bộ phim và bối cảnh của nhân vật. Bài hát chủ đề của loạt phim gốc "The Best of Both Worlds" cũng được phối lại và đưa vào album như bản nhạc kết thúc.
Hannah Montana: The Movie là một bản thu âm chịu nhiều ảnh hưởng của nhạc pop và đồng quê, với những sáng tác của Cyrus, John Shanks và Swift, cùng những người khác. Phần lớn bài hát từ album được sản xuất bởi Shanks và Matthew Gerrard, trong đó nội dung ca từ chủ yếu đề cập đến chủ đề về danh tiếng, gia đình và tình yêu. Sau khi phát hành, nhạc phim nhận được những phản ứng tích cực từ các nhà phê bình âm nhạc, trong đó họ khen ngợi sự tự nhiên của Cyrus khi thể hiện dưới danh nghĩa chính mình, cũng như đánh giá cao đóng góp của Swift và tranh luận ai chiếm ưu thế hơn giữa cô và Cyrus. Hannah Montana: The Movie cũng gặt hái những thành công về mặt thương mại, đứng đầu các bảng xếp hạng tại Áo, Canada, New Zealand và Tây Ban Nha, cũng như lọt vào top 10 ở nhiều thị trường khác, bao gồm Úc, Đan Mạch, Đức, Mexico, Na Uy và Thụy Điển. Tại Hoa Kỳ, album đạt vị trí số một trên bảng xếp hạng Billboard 200, trở thành album quán quân thứ tư của Cyrus tại đây.
Hai đĩa đơn đã được phát hành từ Hannah Montana: The Movie. Đĩa đơn đầu tiên "The Climb" được giới phê bình đánh giá cao bởi nội dung lời bài hát và chất giọng mạnh mẽ của Cyrus, đồng thời trở thành một bản hit quốc tế, vươn đến top 10 tại Úc, Canada, Na Uy và Hoa Kỳ. Đĩa đơn tiếp theo "Let's Get Crazy" lọt vào bảng xếp hạng ở một số quốc gia. Ngoài ra, một số đĩa đơn quảng bá cũng được phát hành như "Crazier" và "Hoedown Throwdown". Album được quảng bá thông qua nhiều chiến dịch phát hành đặc biệt trên Disney Channel và Radio Disney, trong khi Cyrus xuất hiện và trình diễn trên nhiều chương trình truyền hình và lễ trao giải lớn, như American Idol, Good Morning America, Live with Regis and Kelly và Today. Ngoài ra, nữ ca sĩ cũng thể hiện bốn bài hát từ Hannah Montana: The Movie trong chuyến lưu diễn thế giới đầu tiên của cô, Wonder World Tour. Album sau đó được đề cử tại giải thưởng Âm nhạc Mỹ năm 2009 ở hạng mục Nhạc phim được yêu thích.

## Danh sách bài hát
| Hannah Montana: The Movie – Phiên bản tiêu chuẩn | Hannah Montana: The Movie – Phiên bản tiêu chuẩn | Hannah Montana: The Movie – Phiên bản tiêu chuẩn                                                      | Hannah Montana: The Movie – Phiên bản tiêu chuẩn | Hannah Montana: The Movie – Phiên bản tiêu chuẩn |
| STT                                              | Nhan đề                                          | Sáng tác                                                                                              | Thể hiện                                         | Thời lượng                                       |
| ------------------------------------------------ | ------------------------------------------------ | --- | ------------------------------------------------ | ------------------------------------------------ |
| 1.                                               | "You'll Always Find Your Way Back Home"          | Taylor Swift Martin Johnson                                                                           | Hannah Montana                                   | 3:44                                             |
| 2.                                               | "Let's Get Crazy"                                | Colleen Fitzpatrick Michael Kotch Dave Derby Michael "Smidi" Smith Stefanie Ridel Mim Nervo Liv Nervo | Hannah Montana                                   | 2:35                                             |
| 3.                                               | "The Good Life"                                  | Matthew Gerrard Bridget Benenate                                                                      | Hannah Montana                                   | 2:59                                             |
| 4.                                               | "Everything I Want"                              | Steve Rushton                                                                                         | Steve Rushton                                    | 3:53                                             |
| 5.                                               | "Don't Walk Away"                                | Miley Cyrus John Shanks Hillary Lindsey                                                               | Miley Cyrus                                      | 2:48                                             |
| 6.                                               | "Hoedown Throwdown"                              | Adam Anders Nikki Hassman                                                                             | Miley Cyrus                                      | 3:02                                             |
| 7.                                               | "Dream"                                          | Shanks Kara DioGuardi                                                                                 | Miley Cyrus                                      | 3:23                                             |
| 8.                                               | "The Climb"                                      | Jessi Alexander Jon Mabe                                                                              | Miley Cyrus                                      | 3:55                                             |
| 9.                                               | "Butterfly Fly Away"                             | Glen Ballard Alan Silvestri                                                                           | Miley Cyrus Billy Ray Cyrus                      | 3:10                                             |
| 10.                                              | "Backwards" (Acoustic)                           | Marcel Tony Mullins                                                                                   | Rascal Flatts                                    | 3:25                                             |
| 11.                                              | "Back to Tennessee"                              | Billy Ray Cyrus Tamara Dunn Matthew Wilder                                                            | Billy Ray Cyrus                                  | 4:12                                             |
| 12.                                              | "Crazier"                                        | Swift Robert Ellis Orrall                                                                             | Taylor Swift                                     | 3:12                                             |
| 13.                                              | "Bless the Broken Road" (Acoustic)               | Bobby Boyd Jeff Hanna Marcus Hummon                                                                   | Rascal Flatts                                    | 3:55                                             |
| 14.                                              | "Let's Do This"                                  | Derek George Tim Owens Adam Tefteller Ali Theodore                                                    | Hannah Montana                                   | 3:32                                             |
| 15.                                              | "Spotlight"                                      | Scott Cutler Anne Preven                                                                              | Hannah Montana                                   | 3:07                                             |
| 16.                                              | "Game Over"                                      | Rushton Antony Westgate Nigel Clark                                                                   | Steve Rushton                                    | 3:53                                             |
| 17.                                              | "What's Not to Like"                             | Gerrard Robbie Nevil                                                                                  | Hannah Montana                                   | 3:14                                             |
| 18.                                              | "The Best of Both Worlds: The 2009 Movie Mix"    | Gerrard Nevil                                                                                         | Hannah Montana                                   | 3:07                                             |
| Tổng thời lượng:                                 | Tổng thời lượng:                                 | Tổng thời lượng:                                                                                      | Tổng thời lượng:                                 | 61:21                                            |

| Hannah Montana: The Movie – Phiên bản quốc tế trên iTunes Store (bản nhạc bổ sung) | Hannah Montana: The Movie – Phiên bản quốc tế trên iTunes Store (bản nhạc bổ sung) | Hannah Montana: The Movie – Phiên bản quốc tế trên iTunes Store (bản nhạc bổ sung) | Hannah Montana: The Movie – Phiên bản quốc tế trên iTunes Store (bản nhạc bổ sung) | Hannah Montana: The Movie – Phiên bản quốc tế trên iTunes Store (bản nhạc bổ sung) |
| STT                                                                                | Nhan đề                                                                            | Sáng tác                                                                           | Thể hiện                                                                           | Thời lượng                                                                         |
| ---------------------------------------------------------------------------------- | ---------------------------------------------------------------------------------- | ---------------------------------------------------------------------------------- | ---------------------------------------------------------------------------------- | ---------------------------------------------------------------------------------- |
| 19.                                                                                | "The Climb" (Hybrid Pop Mix)                                                       | Alexander Mabe                                                                     | Miley Cyrus                                                                        | 3:52                                                                               |

## Xếp hạng
| Bảng xếp hạng (2009)                     | Vị trí cao nhất |
| ---------------------------------------- | --------------- |
| Album Úc (ARIA)                          | 6               |
| Album Áo (Ö3 Austria)                    | 1               |
| Album Bỉ (Ultratop Vlaanderen)           | 54              |
| Album Bỉ (Ultratop Wallonie)             | 18              |
| Album Brazil (ABPD)                      | 2               |
| Album Canada (Billboard)                 | 1               |
| Album Đan Mạch (Hitlisten)               | 9               |
| Album Phần Lan (Suomen virallinen lista) | 26              |
| Album Pháp (SNEP)                        | 32              |
| Album Đức (Offizielle Top 100)           | 6               |
| Album Hungaria (MAHASZ)                  | 2               |
| Album México (Top 100 Mexico)            | 3               |
| Album New Zealand (RMNZ)                 | 1               |
| Album Na Uy (VG-lista)                   | 2               |
| Album Ba Lan (ZPAV)                      | 3               |
| Album Bồ Đào Nha (AFP)                   | 1               |
| Album Tây Ban Nha (PROMUSICAE)           | 1               |
| Album Thụy Điển (Sverigetopplistan)      | 9               |
| Album Thụy Sĩ (Schweizer Hitparade)      | 13              |
| Album Hoa Kỳ Billboard 200               | 1               |
| Album Hoa Kỳ Top Country (Billboard)     | 1               |
| Album Hoa Kỳ Soundtrack (Billboard)      | 1               |

| Bảng xếp hạng (2009)                  | Vị trí |
| ------------------------------------- | ------ |
| Album Úc (ARIA)                       | 15     |
| Album Áo (Ö3 Austria)                 | 14     |
| Album Canada (Billboard)              | 10     |
| Album Đan Mạch (Hitlisten)            | 77     |
| Album Châu Âu (Billboard)             | 33     |
| Album Đức (Offizielle Top 100)        | 30     |
| Album Hungaria (MAHASZ)               | 21     |
| Album México (Top 100 Mexico)         | 54     |
| Album New Zealand (RMNZ)              | 12     |
| Album Ba Lan (ZPAV)                   | 68     |
| Album Tây Ban Nha (PROMUSICAE)        | 14     |
| Album Thụy Sĩ (Schweizer Hitparade)   | 58     |
| Hoa Kỳ Billboard 200                  | 5      |
| Hoa Kỳ Top Country Albums (Billboard) | 3      |
| Hoa Kỳ Soundtrack Albums (Billboard)  | 2      |
| Bảng xếp hạng (2010)                  | Vị trí |
| Hoa Kỳ Billboard 200                  | 107    |
| Hoa Kỳ Top Country Albums (Billboard) | 16     |
| Hoa Kỳ Soundtrack Albums (Billboard)  | 10     |

| Bảng xếp hạng (2000–2009)            | Vị trí |
| ------------------------------------ | ------ |
| Hoa Kỳ Soundtrack Albums (Billboard) | 14     |

## Chứng nhận
| Quốc gia                                                                           | Chứng nhận  | Số đơn vị/doanh số chứng nhận |
| ---------------------------------------------------------------------------------- | ----------- | ----------------------------- |
| Úc (ARIA)                                                                          | Bạch kim    | 70.000^                       |
| Áo (IFPI Áo)                                                                       | Bạch kim    | 20.000*                       |
| Brasil (Pro-Música Brasil)                                                         | Vàng        | 30.000*                       |
| GCC (IFPI Trung Đông)                                                              | Bạch kim    | 6.000*                        |
| Đức (BVMI)                                                                         | Vàng        | 150.000^                      |
| Ireland (IRMA)                                                                     | Bạch kim    | 15.000^                       |
| México (AMPROFON)                                                                  | Bạch kim    | 80.000^                       |
| New Zealand (RMNZ)                                                                 | Bạch kim    | 15.000^                       |
| Bồ Đào Nha (AFP)                                                                   | Bạch kim    | 20.000^                       |
| Tây Ban Nha (PROMUSICAE)                                                           | Vàng        | 40.000^                       |
| Anh Quốc (BPI)                                                                     | Vàng        | 100.000^                      |
| Hoa Kỳ (RIAA)                                                                      | 2× Bạch kim | 2.000.000^                    |
| * Chứng nhận dựa theo doanh số tiêu thụ. ^ Chứng nhận dựa theo doanh số nhập hàng. |             |                               |